# Giulio Polerio

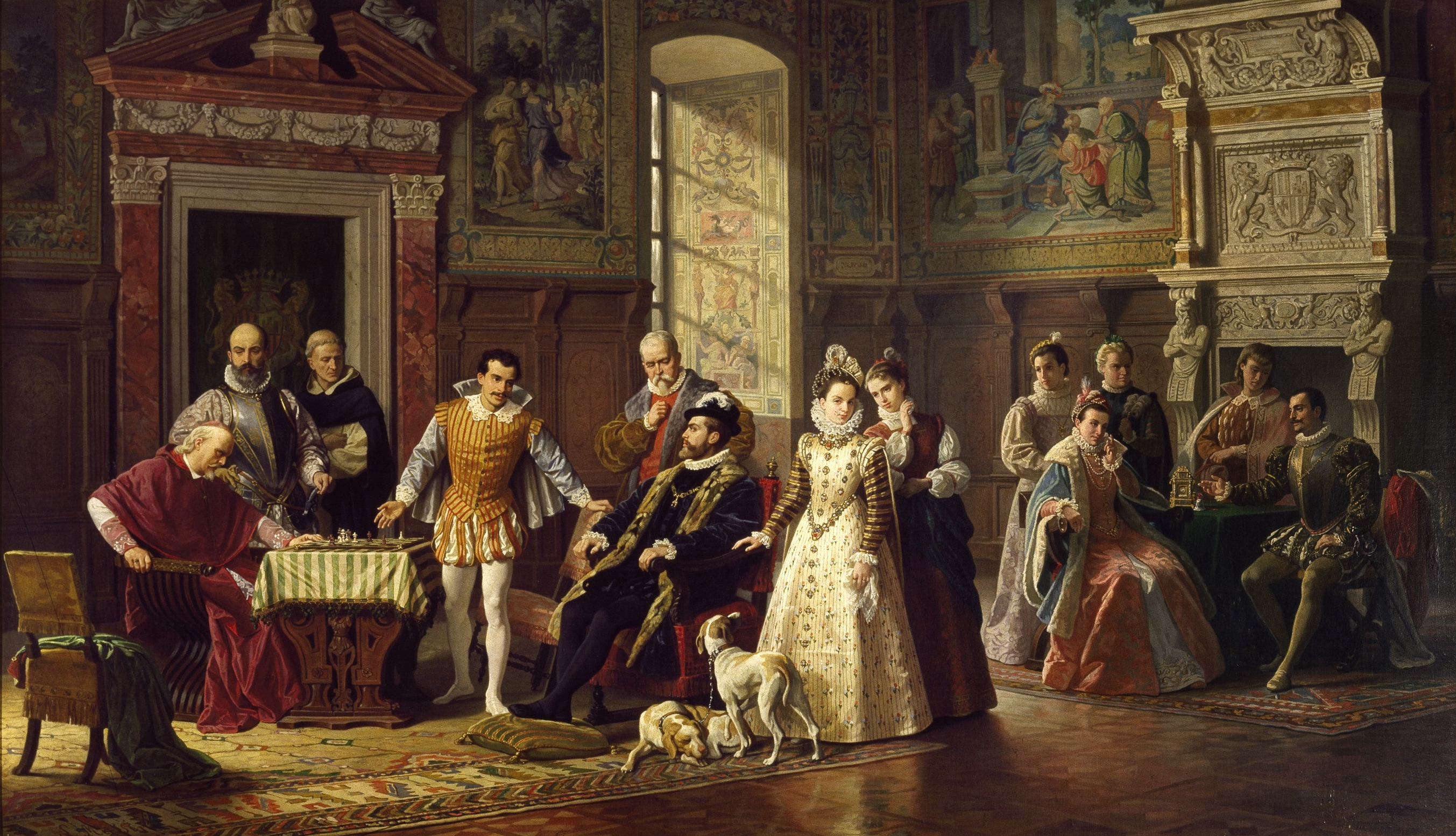
Dipinto di Leonardo Di Bona-Mussini sulla vicenda

Giulio Cesare Polerio, soprannominato l'Abruzzese (Lanciano, 1548 – Roma, 1612), è stato uno scacchista italiano.

## Biografia
Nel 1575 Polerio accompagnò il suo amico Giovanni Leonardo a Madrid; lì disputarono il primo torneo di scacchi del mondo, organizzato dal Re Filippo II. In quel torneo, sfidarono e sconfissero il formidabile Ruy Lopez e Alfonso Cerón; in seguito, i due italiani furono raggiunti da Paolo Boi, noto come 'il Siracusano'.
Dopo l'incontro del 1575, Polerio decise di rimanere a Madrid: diversi manoscritti risalenti alla fine del sec. XVI (1580-1600) e lì ritrovati, sono stati attribuiti a lui. Di fatto, è merito del suo lavoro se oggi è rimasta testimonianza – in Spagna e in Italia – del gioco degli scacchi di quel periodo.
Dopo il suo ritorno a Roma, Polerio divenne il maestro di scacchi del Principe Boncompagni. Nel 1606, nella stessa città perse un match con Geronimo Cascio.
Infine, all'Abruzzese va altresì il merito di aver introdotto l'arrocco (sia pure in versione diversa da quella corrente).

## Partite
Si riporta ora una partita giocata da Polerio nel corso della permanenza a Sora, ove poté godere dell'ospitalità di Giacomo Boncompagni, Duca di Sora per l'appunto; essa è rinvenibile nel codice vaticano «Boncompagni n. 3», il più complesso e importante codice scacchistico della Biblioteca Apostolica Vaticana (D'Elia, 2000).
Polerio - Lorenzo [C53], Sora
1.e4 e5 2.Cf3 Cc6 3.Ac4 Ac5 4.c3 De7 5.0-0 d6 6.d4 Ab6 7.Ag5 Cf6 8.a4 a6 9.Ad5 Cb8 10.Cbd2 c6 11.Aa2 Ag4 12.Db3 Aa7 13.dxe5 dxe5 14.Cxe5 Dxe5 15.Dxf7+ Rd8 16.Dxg7 De8 17.Axf6+ Rc8 18.Dxg4+ Cd7 19.Axh8 Dxh8 20.Ae6 De8 21.Cc4 Rc7 22.Df4+ Rd8 23.Dd6 Ab8 24.Dxd7+ Dxd7 25.Axd7 Rxd7 26.Cb6+ Rd6 27.Cxa8 Aa7 28.Tfd1+ Rc5 29.Td4 a5 30.Tad1 b5 31.b4+ axb4 32.cxb4# 1-0